# 绍沃
绍沃，是匈牙利巴兰尼亚州所辖的一个村。总面积12.64平方公里，总人口339，人口密度26.8人/平方公里（2011年1月1日）。